# Štefan Gašo
Štefan Gašo (14. května 1921 – ???) byl slovenský a československý politik a poúnorový bezpartijní poslanec Národního shromáždění ČSR.

## Biografie
Po volbách roku 1954 byl zvolen do Národního shromáždění ve volebním obvodu Kysucké Nové Mesto-Čadca jako bezpartijní kandidát. Mandát nabyl až dodatečně v červenci 1958 jako náhradník poté, co rezignoval poslanec Jozef Jantošík. V parlamentu setrval do konce funkčního období, tedy do voleb roku 1960.